# SN 2008cu
SN 2008cu – supernowa typu IIn odkryta 1 czerwca 2008 roku w galaktyce UGC 11419. W momencie odkrycia miała maksymalną jasność 18,70m.